# Railworthiness

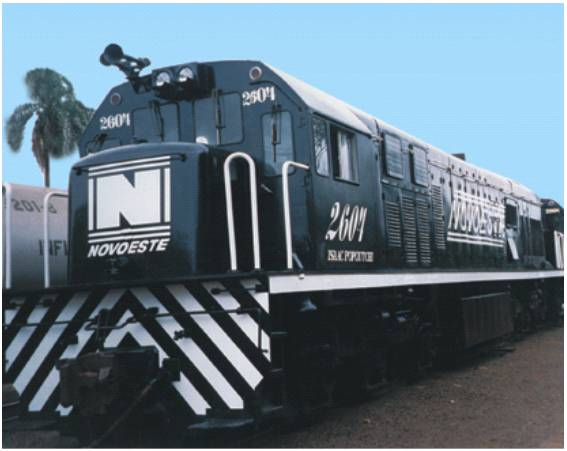
Locomotiva da Estrada de Ferro Noroeste do Brasil com as cores da atual Novoeste.

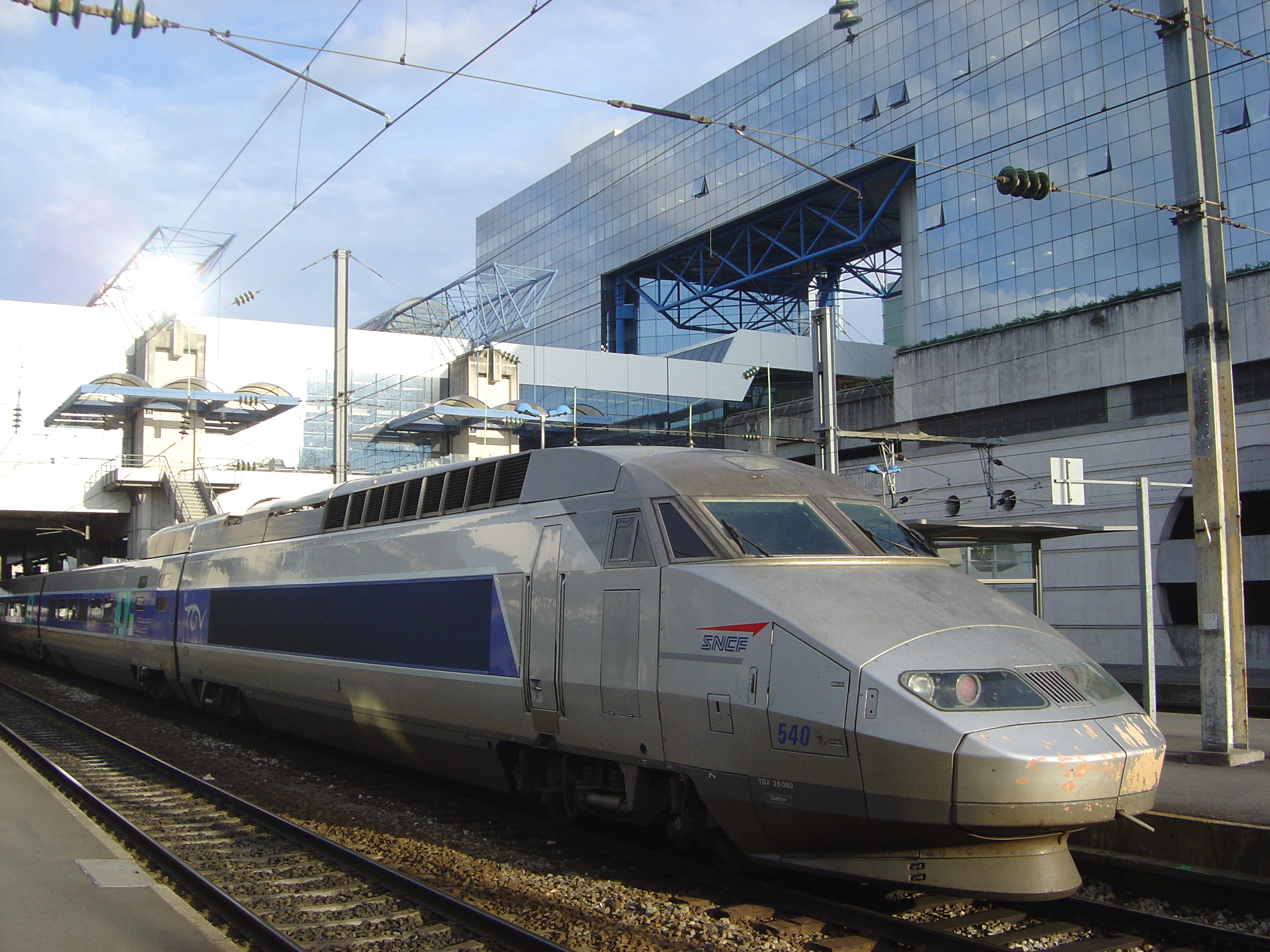
Comboios de alta velocidade (TAV/TGV), em Rennes, França.

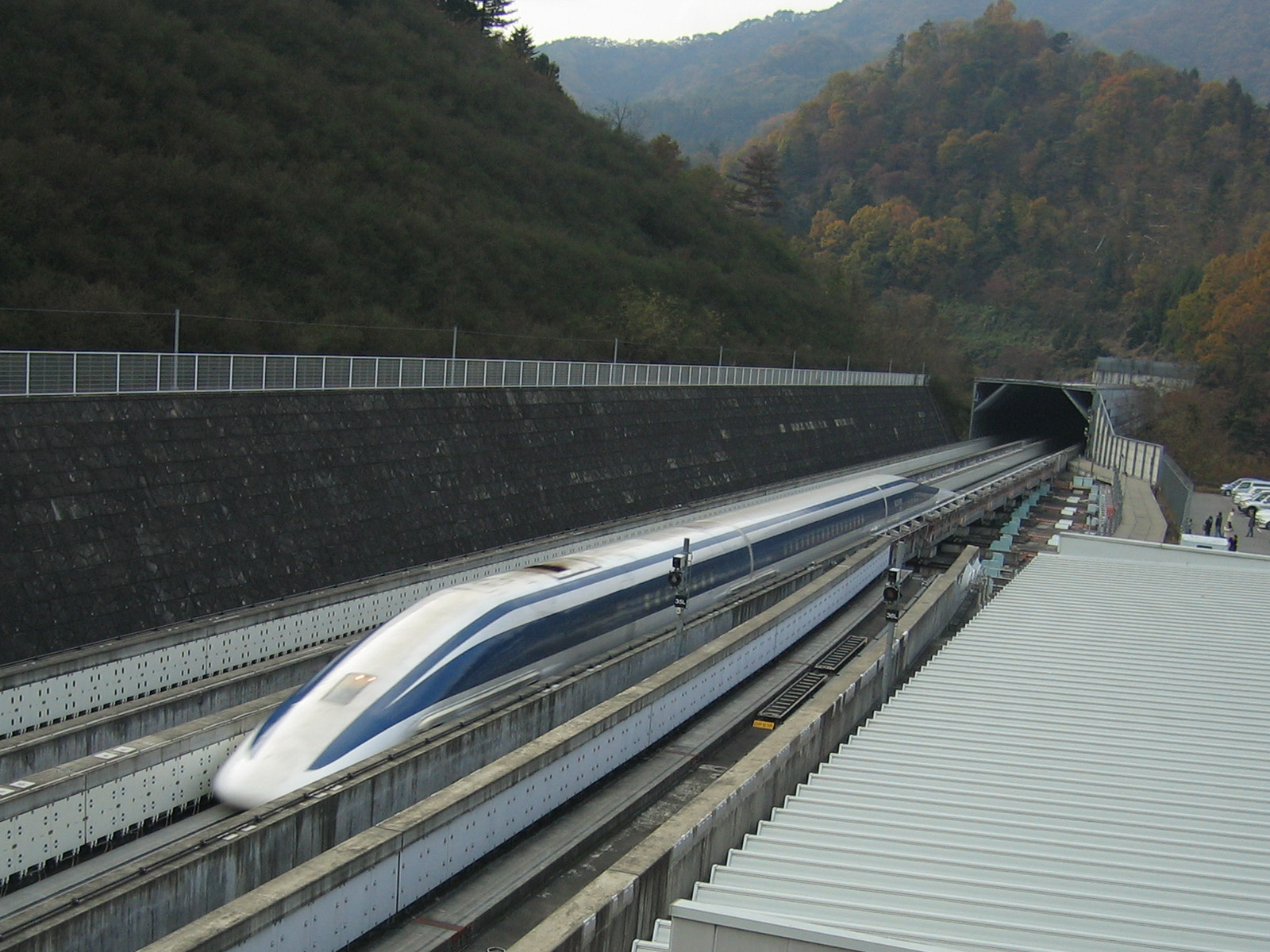
Trem de Levitação Magnética JR-Maglev, MLX01, na linha de testes Yamanashi.

Railworthiness (ou "ferronavegabilidade",[carece de fontes?] tradução por analogia com navegabilidade, do inglês seaworthiness, e com aeronavegabilidade, do inglês airworthiness) é a propriedade ou capacidade de um vagão, locomotiva, trem/comboio ou qualquer tipo de veículo de transporte ferroviário de estar em condição  adequada de funcionamento ou de atender padrões de segurança aceitáveis de projeto, de fabricação, de manutenção e de utilização para o transporte de pessoas, de bagagens ou de cargas,  em ferrovias.